# Жила-была курочка
«Жила-была курочка» — советский кукольный мультфильм, снятый на студии «Союзмультфильм» режиссёром Борисом Аблынином в 1977 году по мотивам русской народной сказки.

## Сюжет
Главная героиня начинает мультфильм приветствием зрителей. Во время завтрака петушок давится бобовым зерном и падает в обморок, тогда курочка решает вылечить его молоком. Для этого она бежит к корове. Дойная корова говорит главной героине, что она не может дать молока без травы, косарь говорит, что не может накосить травы без хлеба, а пекарь не может испечь хлеб без муки. По дороге к пекарю ей препятствует ураган, а по дороге к старому мельнику её едва не мочит дождь. Дойдя до мельницы, курочка запускает её, а мельник собирает муку и несёт к пекарю. Та испекла хлеб для косаря, а он накосил травы для коровы. Так главная героиня заполучила молоко для петушка и вылечила его. В конце мультфильма он поёт свою песню, а перед титрами главная героиня прощается со зрителями.

## Создатели
- Сценарий — Владимир Данилов.
- Режиссёр — Борис Аблынин.
- Художник-постановщик — Ольга Гвоздёва.
- Оператор — Теодор Бунимович.
- Композитор — Николай Сидельников.
- Редактор — Наталья Абрамова.
- Звукооператор — Борис Фильчиков.
- Монтажёр — Надежда Трещёва.
- Текст читает — Нина Шмелькова.
- Художники-мультипликаторы — Майя Бузинова; Иосиф Доукша; Галина Золотовская.
- Куклы и декорации изготовили — Владимир Аббакумов; Виктор Гришин; Павел Гусев; Владимир Ким; Олег Масаинов; Н. Корнева; Е. Афанасьева.
- Директор картины — Глеб Ковров.

## Издания
- «Курочка Ряба», Союзмультфильм, DVD, дистрибьютор «Союз», мультфильмы на диске:

«Про деда, бабу и курочку Рябу» (1982), «Петушок — золотой гребешок» (1955), «Петух и краски» (1964), «Ку-ка-ре-ку!» (1963), «Деревенский водевиль» (1993), «Сказка про Колобок» (1969), «Соломенный бычок» (1954), «Жёлтик» (1966), «Жила-была курочка» (1977).